# 旧赖奇哈村委员会
旧赖奇哈村委员会（俄语：Старорайчихинский сельсовет）是俄罗斯联邦阿穆尔州布列亚区所属的一个村委员会。其下辖有1个居民点，行政中心为旧赖奇哈。据2016年统计，该村委员会的人口为347人。